# 静岡市立清水辻小学校
静岡市立清水辻小学校（しずおかしりつ しみずつじしょうがっこう）は、静岡県静岡市清水区辻四丁目にある公立小学校。

## 沿革
- 1888年（明治21年） - 「町村立江尻尋常小学校 辻分校」として創立[1]。
- 1893年（明治26年）5月 - 「辻村立尋常小学校」として正式創立[1]。
- 1924年（大正13年）2月 - 「清水市辻尋常高等小学校」に改称[1]。
- 1931年（昭和6年） - 現在地へ移転[1]。
- 1947年（昭和22年）4月 - 「清水市立辻小学校」に改称[1]。
- 1992年（平成4年）11月 - 創立100周年式典[1]。
- 2003年（平成15年）4月 - 静岡市との合併に伴い、「静岡市立清水辻小学校」に改称[1]。

## 通学区域
清水区

| - 愛染町 - 秋吉町 - 大手三丁目の一部 - 田町 - 辻一～五丁目 | - 西久保一丁目の一部 - 本郷町 - 宮下町の一部 - 宮代町 - 矢倉町の一部 | - 八坂南町 |

## アクセス
- しずてつジャストライン山原梅蔭寺線・北街道線 「一中前」停留所から、徒歩3分

## 著名な出身者
- 大木武 - サッカー選手、指導者
- 水島武蔵 - サッカー選手、指導者
- 春風亭昇太 - 落語家